# 一般社団法人及び一般財団法人に関する法律
一般社団法人及び一般財団法人に関する法律（いっぱんしゃだんほうじんおよびいっぱんざいだんほうじんにかんするほうりつ、平成18年法律第48号）は、一般社団法人および一般財団法人の設立、組織、運営および管理に関する日本の法律である。
行政改革関連5法のうちの公益法人制度改革関連3法の一つ。施行は2008年（平成20年）12月1日。
法務省民事局民事第二課および民事法制管理官職が所管し、文部科学省高等教育局私学行政課、厚生労働省医政局医事課と連携して執行にあたる。

## 概要
法制定前の公益法人（社団法人および財団法人）は、設立に関し、主務官庁による許認可主義がとられていた。この法律の制定により、その事業の公益性の有無に関わらず、社団、財団一般の法人化を一元的に定めるとともに、法の定める要件を充足さえすれば、許認可を待つことなく、簡便に設立することができるようになった（準則主義）。
また、財団法人の場合、これまで基本財産1億円以上が許認可の一定の目安とされていたが、300万円以上によって法人格を取得する（設立する）ことができる。このほか、中間法人法の定める中間法人も本法の法人に統合され、中間法人法は本法施行と同時に廃止された。
ただし、公益法人として税優遇を受けるためには、公益法人制度改革関連3法の一つとして、同時に別途制定、施行された公益法人認定法により、行政庁（内閣総理大臣または都道府県知事）の公益認定を受けることが必要である。認定を受けた法人は、公益社団法人および公益財団法人と称される。この場合、法人税および寄附金に関わる税金が優遇されるが、行政庁の監督を受ける必要がある。

## 沿革
- 2006年
  - 3月10日 - 閣議決定、第164回通常国会衆議院に本法律案を提出
  - 3月23日 - 衆議院で審議入り
  - 4月19日 - 衆議院行政改革特別委員会で一部修正し可決
  - 4月20日 - 衆議院本会議で可決
  - 4月24日 - 参議院で審議入り
  - 5月25日 - 参議院行政改革特別委員会で可決
  - 5月26日 - 参議院本会議で可決、本法案が成立、7項目の附帯決議を採択
- 2008年12月1日 - 施行

## 構成
- 第1章 総則
  - 第1節 通則（第1条 - 第4条）
  - 第2節 法人の名称（第5条 - 第8条）
  - 第3節 商法の規定の不適用（第9条）
- 第2章 一般社団法人
  - 第1節 設立
    - 第1款 定款の作成（第10条 - 第14条）
    - 第2款 設立時役員等の選任及び解任（第15条 - 第19条）
    - 第3款 設立時理事等による調査（第20条）
    - 第4款 設立時代表理事の選定等（第21条）
    - 第5款 一般社団法人の成立（第22条）
    - 第6款 設立時社員等の責任（第23条 - 第26条）

  - 第2節 社員
    - 第1款 総則（第27条 - 第30条）
    - 第2款 社員名簿等（第31条 - 第34条）

  - 第3節 機関
    - 第1款 社員総会（第35条 - 第59条）
    - 第2款 社員総会以外の機関の設置（第60条 - 第62条）
    - 第3款 役員等の選任及び解任（第63条 - 第75条）
    - 第4款 理事（第76条 - 第89条）
    - 第5款 理事会（第90条 - 第98条）
    - 第6款 監事（第99条 - 第106条）
    - 第7款 会計監査人（第107条 - 第110条）
    - 第8款 役員等の損害賠償責任（第111条 - 第118条）
    - 第9款 補償契約及び役員等のために締結される保険契約（第118条の2・第118条の3）

  - 第4節 計算
    - 第1款 会計の原則（第119条）
    - 第2款 会計帳簿（第120条 - 第122条）
    - 第3款 計算書類等（第123条 - 第130条）

  - 第5節 基金
    - 第1款 基金を引き受ける者の募集（第131条 - 第140条）
    - 第2款 基金の返還（第141条 - 第145条）

  - 第6節 定款の変更（第146条）
  - 第7節 事業の譲渡（第147条）
  - 第8節 解散（第148条 - 第151条）
- 第3章 一般財団法人
  - 第1節 設立
    - 第1款 定款の作成（第152条 - 第156条）
    - 第2款 財産の拠出（第157条・第158条）
    - 第3款 設立時評議員等の選任（第159条・第160条）
    - 第4款 設立時理事等による調査（第161条）
    - 第5款 設立時代表理事の選定等（第162条）
    - 第6款 一般財団法人の成立（第163条 - 第165条）
    - 第7款 設立者等の責任（第166条 - 第169条）

  - 第2節 機関
    - 第1款 機関の設置（第170条・第171条）
    - 第2款 評議員等の選任及び解任（第172条 - 第177条）
    - 第3款 評議員及び評議員会（第178条 - 第196条）
    - 第4款 理事、理事会、監事及び会計監査人（第197条）
    - 第5款 役員等の損害賠償責任（第198条）
    - 第6款 補償契約及び役員等のために締結される保険契約（第198条の2）

  - 第3節 計算（第199条）
  - 第4節 定款の変更（第200条）
  - 第5節 事業の譲渡（第201条）
  - 第6節 解散（第202条 - 第205条）
- 第4章 清算
  - 第1節 清算の開始（第206条・第207条）
  - 第2節 清算法人の機関
    - 第1款 清算法人における機関の設置（第208条）
    - 第2款 清算人の就任及び解任並びに監事の退任等（第209条 - 第211条）
    - 第3款 清算人の職務等（第212条 - 第219条）
    - 第4款 清算人会（第220条 - 第223条）
    - 第5款 理事等に関する規定の適用（第224条）

  - 第3節 財産目録等（第225条 - 第232条）
  - 第4節 債務の弁済等（第233条 - 第238条）
  - 第5節 残余財産の帰属（第239条）
  - 第6節 清算事務の終了等（第240条・第241条）
- 第5章 合併
  - 第1節 通則（第242条・第243条）
  - 第2節 吸収合併
    - 第1款 吸収合併契約等（第244条・第245条）
    - 第2款 吸収合併消滅法人の手続（第246条 - 第249条）
    - 第3款 吸収合併存続法人の手続（第250条 - 第253条）

  - 第3節 新設合併
    - 第1款 新設合併契約等（第254条・第255条）
    - 第2款 新設合併消滅法人の手続（第256条 - 第258条）
    - 第3款 新設合併設立法人の手続（第259条・第260条）
- 第6章 雑則
  - 第1節 解散命令（第261条 - 第263条）
  - 第2節 訴訟
    - 第1款 一般社団法人等の組織に関する訴え（第264条 - 第277条）
    - 第2款 一般社団法人における責任追及の訴え（第278条 - 第283条）
    - 第3款 一般社団法人等の役員等の解任の訴え（第284条 - 第286条）

  - 第3節 非訟
    - 第1款 総則（第287条 - 第295条）
    - 第2款 解散命令の手続に関する特則（第296条 - 第298条）

  - 第4節 登記
    - 第1款 総則（第299条・第300条）
    - 第2款 主たる事務所の所在地における登記（第301条 - 第311条）
    - 第3款 削除
    - 第4款 登記の嘱託（第315条）
    - 第5款 登記の手続等（第316条 - 第330条）

  - 第5節 公告（第331条 - 第333条）
- 第7章 罰則（第334条 - 第344条）
- 附則